# Giordano Hebdo
Giordano Hebdo est une émission hebdomadaire de 20 minutes, présentée par Isabelle Giordano, tous les vendredis à 19h30 sur Arte depuis le 15 janvier 2010.

## L'objectif
Le but de l’émission est de mieux percer la « personnalité » d’une personnalité, de pénétrer dans ses jardins secrets, de faire émerger la partie la moins connue de l’individu, d’aller  vers son intimité, ses convictions les plus profondes, de révéler ses passions, ses coups de cœur, ses indignations, son engagement, ses regrets. De révéler un autre visage.
Il ne s’agit pas de chercher la petite phrase, mais de permettre au téléspectateur de repartir avec une « autre idée » du personnage.
Pour cela, Isabelle Giordano l’interpelle, le confronte, ou le confesse.

## La mécanique
L'émission, en public, s’ouvre sur un portrait éditorialisé de l’invité proposé par Isabelle Giordano : ce que l’on sait de lui, ce que l’on aimerait savoir, et les faits marquants sur lesquels nous aimerions l’entendre pour éclairer sa personnalité.
L’invité entre dans l’”arène” et rejoint Isabelle Giordano devant le TOTEM, un écran interactif : elle lui montre une sélection des thèmes qu’elle a choisis, et lui propose d’en déterminer l’ordre d’importance. C’est un premier révélateur de sa personnalité.
Ensuite, Isabelle Giordano lance le premier sujet choisi par l'invité. C'est le point de vue de la journaliste Anne Hirsch sur le thème en question. Souvent provocateur, ce "billet d'humeur" se termine souvent par une interpellation.
Après la réaction de l'invité, l'échange progresse sur le terrain du ressenti, de l’intime presque, au fil des thèmes choisis.
Au terme de ces 20 minutes de face à face rythmé, c'est l'heure du verbatim : l'invité doit choisir une phrase qu'il signera pour la postérité !